# Estación San Antonio (Chile)
San Antonio fue una estación de ferrocarriles chilena ubicada en la comuna de San Antonio, región de Valparaíso. Esta estación fue parte del Ramal Santiago-Cartagena.

## Historia
La estación fue parte del tramo original del ferrocarril que conectó a la ciudad de Santiago con Melipilla, siendo inaugurada en 1910.
Luego de su inauguración, la estación sirvió como detención para trenes de pasajeros hata 1987, cuando el servicio ferroviario entre Santiago y San Antonio se vio detenido. Ya para 1997 la estación tenía funciones de detención y maniobras para servicios de carga.
La venta del patio de maniobras a inicio de la década de los años 2000[¿cuándo?] llevó a la construcción del centro comercial Parque Arauco San Antonio inaugurado parcialmente en diciembre de 2009.
El 30 de noviembre de 2017 comenzó el proceso de demolición de la sección final que restaba del edificio, debido a que se encontraba en estado de abandono y se había convertido en foco de delincuencia e inseguridad.